# Acrolophus echinura
Acrolophus echinura är en fjärilsart som beskrevs av Edward Meyrick 1915. Acrolophus echinura ingår i släktet Acrolophus och familjen Acrolophidae. Inga underarter finns listade i Catalogue of Life.